# ميا جوث
ميا جوث (بالإنجليزية: Mia Goth)‏ (و. 1993  م) هي ممثلة، وعارضة بريطانية، ولدت في ساوثوورك، بدأت مشوارها المهني سنة 2013.

## الأعمال

### أفلام
- شبق (2013)
- إيفرست (2015)
- علاج للعافية (2017)
- العظم النخاعي (2017)
- صاسبيريا (2018)
- حياة في الفضاء (2018)
- X (2022)
- بيرل (2022)
- مسبح لا متناهي (2023)

## وصلات خارجية
- ميا جوث على موقع IMDb (الإنجليزية)
- ميا جوث على موقع روتن توميتوز (الإنجليزية)
- ميا جوث على موقع قاعدة بيانات الأفلام العربية
- ميا جوث على موقع ألو سيني (الفرنسية)
- ميا جوث على موقع أول موفي (الإنجليزية)
- ميا جوث على موقع قاعدة بيانات الأفلام السويدية (السويدية)
- ميا جوث على موقع قاعدة بيانات الفيلم (الإنجليزية)
- ميا جوث على موقع كينوبويسك (الروسية)